# Claude Marquis
Claude Marquis (Caienna, 28 gennaio 1980 – Montpellier, 25 agosto 2024) è stato un cestista francese.

## Palmarès
- Semaine des As: 1

Cholet: 2008
- Match des Champions: 1

Cholet: 2010